# 11760 Auwers
För andra betydelser, se Auwers.
11760 Auwers eller 4090 P-L är en asteroid i huvudbältet som upptäcktes den 24 september 1960 av den nederländsk-amerikanske astronomen Tom Gehrels och det nederländska astronomparet Ingrid van Houten-Groeneveld och Cornelis Johannes van Houten vid Palomarobservatoriet. Den är uppkallad efter den tyske astronomen Arthur Auwers.
Asteroiden har en diameter på ungefär 6 kilometer.